# سوفیا بارکلی
سوفیا بارکلی (به انگلیسی: Sophia Barclay) با نام کامل سوفیا بارکلی گومز کلودینو (به انگلیسی: Sophia Barclay Gomes Claudino) (زاده ۲۸ آوریل ۲۰۰۰) بازیگر، سلبریتی اینترنتی و خواننده برزیلی است.
او یک زن ترنس است.